# 马乐庭
马乐庭（1912年—2010年9月30日），安徽五河人，中华人民共和国政治人物。
担任安徽省民委主任、省参事室副主任。1954年，当选第一届全国人民代表大会代表。